# Бодиславці
Бодиславці (словен. Bodislavci) — поселення в общині Лютомер, Помурський регіон, Словенія. Висота над рівнем моря: 264,6 м.